# Браньйосера
Браньйосера (ісп. Brañosera) — муніципалітет в Іспанії, у складі автономної спільноти Кастилія-і-Леон, у провінції Паленсія. Населення — 262 особи (2010).
Муніципалітет розташований на відстані близько 280 км на північ від Мадрида, 100 км на північ від Паленсії.
На території муніципалітету розташовані такі населені пункти: (дані про населення за 2010 рік)
- Браньйосера: 114 осіб
- Орбо: 10 осіб
- Сальседільйо: 28 осіб
- Вальберсосо: 24 особи
- Вальєхо-де-Орбо: 86 осіб

## Демографія
Динаміка населення (INE ):